# Oscar Santa Maria Pereira
Oscar Santa Maria Pereira (Rio de Janeiro, 16 de junho de 1901 — Rio de Janeiro, 2 de dezembro de 1961) foi um político brasileiro.
Foi Ministro da Fazenda no governo de Eurico Gaspar Dutra, assumindo o ministério interinamente de 17 a 24 de janeiro de 1947.